# Crema sabaiona
La crema sabaiona (de l'italià zabaione, de l'italià arcaic zabajone), també denominada en castellà sabayón o sambayón a les cuines argentina i uruguaiana, són unes postres tradicionals de la cuina italiana. Es tracta d'una crema feta amb rovell d'ou, sucre i vi dolç, tradicionalment vi de Marsala. La popularitat del zabaglione s'ha estès a bona part dels països europeus des del segle xvi.

## Història
Les postres tenen diversos segles d'antiguitat i apareixen en diverses receptes italianes del segle xvi. Existeixen diversos "inventors" de les postres i diverses regions italianes es disputen la seva creació (Venècia, Llombardia, Sicília, Emília, Piemont). Es diu que les postres van ser inventades l'any 1500 per un veí de Reggio Emilia per una casualitat. El capità de navili Emiliano Giovanni Baglioni va arribar al port i es va anar alimentant de raïms, vi i ous que li anaven proporcionant. D'aquesta forma van sortir les postres per Giovanni Baglione (denominat popularment com "Zvàn Bajòun") i la crema va anar canviant de nom al llarg dels segles des de "zambajoun", a zabajone i zabaglione. Altres històries populars fixen al descobridor de finals del segle xvi, el capellà franciscà Pascual Baylón l'emprava com a reconstituent, per aquesta raó apareix en la literatura com "la crema de San Baylon" del que es dedueix simplement Sambayon.
Llegendes apart, l'origen del zabaione podria deure's al molt antic costum de consumir begudes reconstituents a força de vi i de rovell d'ou, costum estès no sols a Itàlia sinó en bona part d'Europa. La recepta apareix per primera vegada en el Libro De Arte Coquinaria del Mestre Martino de Como, publicat al voltant de 1465, sense que especifiqués cap origen geogràfic del zabaglione. Més d'un segle més tard, el doctor Scipione, àlies del frare dominicà Girolamo Mercurio, considera aquesta mateixa recepta com una especialitat milanesa en el seu llibre La commare o riccoglitrice, publicat a Venècia en 1595. La recomanava com a reconstituent per a persones afeblides per treballs molt durs, i per a dones que acabaven de donar a llum. El plat apareix nomenat també en 1570 en l'obra de B. Scappi titulada Opera dell'arte del cucinare.
Al segle xvi, Caterina de Mèdici hauria donat a conèixer el zabaione a Europa en portar els seus cuiners italians a la cort de França. De fet, el seu xef Ruggeri va crear els primers gelats italians basant-se en la recepta del zabaione.

## Característiques
La recepta tradicional consisteix a batre rovells d'ou, sucre i vi dolç (per regla general vi marsala o també moscatell d'Asti o prosecco) en una cassola a foc molt suau o al bany maria per evitar el risc de salmonel·losi. La crema té una consistència molt lleugera, a mig camí entre la crema catalana i un mousse. Les receptes modernes incorporen de vegades una mica de nata, formatge fresc mascarpone, o merenga (clara d'ou muntada a punt de neu per donar-li més lleugeresa). En algunes ocasions s'empra com a edulcorant la mel en lloc de sucre. En els casos en els quals se serveix a nens o a persones que no vulguin consumir alcohol, se li sol evitar el contingut alcohòlic del vi, encara que cal pensar que durant el processament se n'evapora gran part.

## Servir
La crema sabaiona se sol servir calenta o temperada en un bol o en copa, i de forma tradicional s'acompanya de figues fresques o fruites vermelles. A vegades s'empra vi dolç per aromatitzar (vin santo, moscatell), i es decora amb una branca de canyella. De vegades se serveix acompanyant pastissos com la Torta Ostiglia.